# یوری کومورو
یوری کومورو (انگلیسی: Yuri Komuro؛ زاده ۲۸ ژوئیهٔ ۱۹۷۶) یک بازیگر پورنوگرافی اهل ژاپن است.